# Jack Crowley
Jack Crowley (13. ledna 2000, Innishannon) je ragbista hrající na pozici útokové spojky za irský klub Munster soutěž United Rugby Championship a za irskou reprezentaci.
S klubem vyhrál v sezoně 2022–23 titul a byl vyhlášen nejlepším mladým hráčem sezony. V sezoně 2023/24 byl hráči vybrán jako nejlepší hráč ligy a byl zvolen do nejlepší sestavy sezony URC.
S reprezentací vyhrál Six Nations v roce 2023 a 2024. Zúčastnil se MS 2023. Svou reprezentační premiéru zažil v listopadu 2022 proti Fidži. Na Six Nations 2024 si proti Itálii připsal svou první reprezentační pětku.
Vystudoval Bandon Grammar School. Je ze čtyř dětí. Jeho bratři hrají také ragby a jeho sestra hraje tag rugby. Věnuje se charitě pomáhající psům.